# Khan Shaykhun
Khān Shaykhūn (in arabo خان شيخون‎?) è una città della Siria, amministrativamente parte del Governatorato di Idlib. Khān Shaykhūn giace a un'altitudine di 350 metri e ha una popolazione ammontante a 52.972 abitanti.

## Guerra civile siriana
Durante la guerra civile siriana, la città finisce sotto il controllo dell'opposizione siriana sino al 2014 quando viene presa dal gruppo armato jihadista salafita Fronte al-Nusra. Il 4 aprile 2017 la città è stata oggetto di un pesante attacco con armi chimiche che ha ucciso 72 persone di cui 20 bambini e 17 donne.